# End of Time (Gojira)
End of Time è un singolo del gruppo musicale francese Gojira, pubblicato il 21 aprile 2012.

## Descrizione
Il singolo, al pari del lato B Bleeding, è stato originariamente registrato dal gruppo nel 1997 per il demo Possessed, all'epoca pubblicato quando la formazione era ancora nota con il nome Godzilla. Il disco è stato reso disponibile inizialmente per l'annuale Record Store Day, venendo distribuito successivamente anche presso alcuni negozi online.

## Tracce
- Lato A

1. End of Time – 4:26

- Lato B

1. Bleeding – 3:16

## Formazione
- Joseph Duplantier – chitarra, voce
- Mario Duplantier – batteria
- Christian Andreu – chitarra
- Alexandre Cornillon – basso